# 定住 (宣德王)
定住（？—1337年），元朝大臣，元惠宗时中书平章政事。
元文宗天历二年（1329年），定住以怯薛官武备卿特授任为开府仪同三司，转任宣徽使。元惠宗初年，担任知枢密院事。至元元年（1335年），中书左丞相唐其势和答里阴谋计划废立皇帝，奉诏和右丞相伯颜等人将他们捕杀。以功加太保，拜为中书平章政事，封为宣德王。至元三年（1337年）二月，在官任上去世。